# Cordillera Adelbert
La cordillera Adelbert es una cadena montañosa en la provincia de Madang en el centro-norte de Papúa Nueva Guinea.  El punto más alto de esta cordillera está a 1716 m. Como otras cadenas montañosas de Papúa Nueva Guinea drena en el bosque pluvial y es el hogar de muchas especies raras de fauna y flora, siendo una zona con alta biodiversidad. La cordillera Adelbert alberga más de 700 especies de pájaros, incluyendo 38 especies de ave del paraíso.